# 苏联共产党的意识形态
苏联共产党的正式意识形态是马克思列宁主义，起源并发展于卡尔·马克思、弗里德里希·恩格斯和弗拉基米尔·列宁的理论、政策和政治实践。在1987年苏联经济改革以前，苏联的社会主义形式包含中央集权的指令型经济和先锋队领导的一党制国家，名义上为无产阶级专政。苏联在意识形态上致力于实现共产主义，其路径包括在一国建成社会主义的民族共产主义发展战略，以及与资本主义国家和平共处，同时在国际上奉行反帝國主義政策，以捍卫国际无产阶级、对抗占主导地位的全球资本主义体系，并推动布尔什维克主义的目标。